# ازار (آيت السبع)
ازار هو دُوَّار يقع بجماعة بني تادجيت، إقليم فكيك، جهة الشرق في المملكة المغربية. ينتمي الدوّار لمشيخة آيت السبع التي تضم 3 دواوير. يقدر عدد سكانه بـ 47 نسمة حسب الإحصاء الرسمي للسكان والسكنى لسنة 2004.

## روابط خارجية
- البوابة الوطنية للجماعات الترابية
- المندوبية السامية للتخطيط